# Квитневое (Харьковская область)
Квитне́вое (укр. Квітневе; до 2016 г. Ки́рово) — село, Кировский сельский совет, Близнюковский район, Харьковская область, Украина.
Код КОАТУУ — 6320683001. Население по переписи 2001 г. составляет 191 (91/100 м/ж) человек.
Является административным центром Кировского сельского совета, в который, кроме того, входят сёла Слобожанское, Мирное, Шевченково Первое и Шевченково Второе.

## Географическое положение
Село Квитневое находится в 4-х км от г. Лозовая, железнодорожная станция Пост 934 км, автомобильная дорога Т-2113, часть села раньше называлась Короленко, примыкает к селу Мирное.

## История
В 1946 г. Указом ПВС УССР населённые пункты Кировского сельсовета — хутора Веселый, Галич и Охочий объединены в один населённый пункт, который назван село Кирово.

## Экономика
- В селе есть молочно-товарная и птице-товарная фермы.
- «Компакт», частное сельскохозяйственное предприятие.

## Культура
- Школа.

## Экология
- 61-й арсенал Министерства обороны. 27 августа 2008 г. на арсенале произошёл большой пожар. В селе Кирово пострадала школа.